# Uki Ni Masi
Uki Ni Masi, auch Ugi Island oder Uki Island genannt, ist eine kleine Insel in der Provinz Makira und Ulawa des pazifischen Inselstaats der Salomonen.

## Geographie
Die Insel liegt 8 km vor der Nordküste der um ein Vielfaches größeren Insel Makira, früher als San Cristóbal bekannt. Sie hat eine Fläche von 43,98 km². Etwa 4 km vor der Nordwestküste von Uki Ni Masi liegt das kleine unbewohnte Eiland Pio Island.
Vornehmlich an der Westküste von Uki Ni Masi befinden sich mehrere kleine Ansiedlungen. Der Hauptort Kohu Village liegt direkt an der Selwyn Bay an der Westküste der Insel.